# بين بايبس
بين بايبس (21 أكتوبر 1986 في المملكة المتحدة - ) (بالإنجليزية: Ben Pipes)‏ هو لاعب كرة طائرة المملكة المتحدة في مركز ممرر ‏. شارك في الألعاب الأولمبية الصيفية 2012.

## وصلات خارجية
- بين بايبس على موقع الاتحاد الأوروبي (الإنجليزية)
- بين بايبس على موقع عالم الكرة الطائرة (الإنجليزية)
- بين بايبس على موقع عالم الكرة الطائرة (الإنجليزية)
- بين بايبس على موقع أوليمبيديا (الإنجليزية)
- بين بايبس على موقع اللجنة الأولمبية البريطانية (الإنجليزية)